# Nowhere Prod
Nowhere Prod, anciennement Team Nowhere, est un collectif de nu metal français. En dix ans, entre 1998 et 2008, le collectif rassemble des groupes tels que Pleymo, Enhancer, AqME, Wünjo, et Noisy Fate. En 2008, Team Nowhere devient Nowhere Prod, rassemblant ainsi d'autres groupes de metal français peu ou non connus.

## Biographie
Team Nowhere est formé en 1998 par quatre jeunes groupes franciliens : Pleymo, Enhancer, AqME (appelé au début Neurosyndrom), Wünjo (appelé à ses débuts Nomad). L'année suivante un cinquième groupe rejoint le collectif, il s'agit de Noisy Fate.
Après la séparation des Noisy Fate, en 2002, la Team se retrouve à nouveau composée de quatre groupes. En 2004, Vegastar – le nouveau groupe du chanteur de Noisy Fate – intègre l'équipe. Cet événement est suivi peu après par le départ d'AqME, soucieux de plus d'indépendance. Cette période 2003-2004 aurait dû voir le collectif atteindre son apogée avec la sortie de Street trash d'Enhancer, Rock de Pleymo, Polaroids et pornographie d'AqME, et Extralucide de Wünjo. 
Durant l'année 2006, les quatre groupes restant informent les médias de deux nouvelles : la première est la programmation de l'unique Concert Nowhere à l'occasion des 10 ans du festival rock Furia Sound Festival rassemblant tous les membres des groupes mélangés, et dont la set-list regroupe les titres phares des groupes ― les répétitions ont lieu 15 jours durant au Trabendo à Paris. La seconde nouvelle est l'annonce de la séparation de Wünjo. À cette période, il reste Enhancer, Pleymo et Vegastar dans la Team Nowhere. 
En 2008, les groupes annoncent leur séparation du collectif en délivrant un best-of. Cette même année, pour fêter les dix années du collectif, Team Nowhere devient Nowhere Prod, rassemblant ainsi d'autres groupes de metal français peu ou non connus. Ces groupes annoncent, en mars 2016, l'enregistrement d'un EP en hommage à leurs prédécesseurs.

## Formations

### Groupes actuels
- Enhancer (depuis 1998)
- Pleymo (1998–2007, et depuis leur reformation en 2018 pour les 20 ans du groupe)
- Smash Hit Combo (depuis 2020)
- Train Fantôme (depuis 2021)

### Anciens groupes
- AqME (1999–2004)
- Neurosyndrom (1998–1999)
- Noisy Fate (1999–2002)
- Nomad (1998)
- Vegastar (2004–2009)
- Wünjo (1999–2006)